# Lepanthes helicocephala
Lepanthes helicocephala es una especie de orquídea epífita originaria de los Neotrópicos.

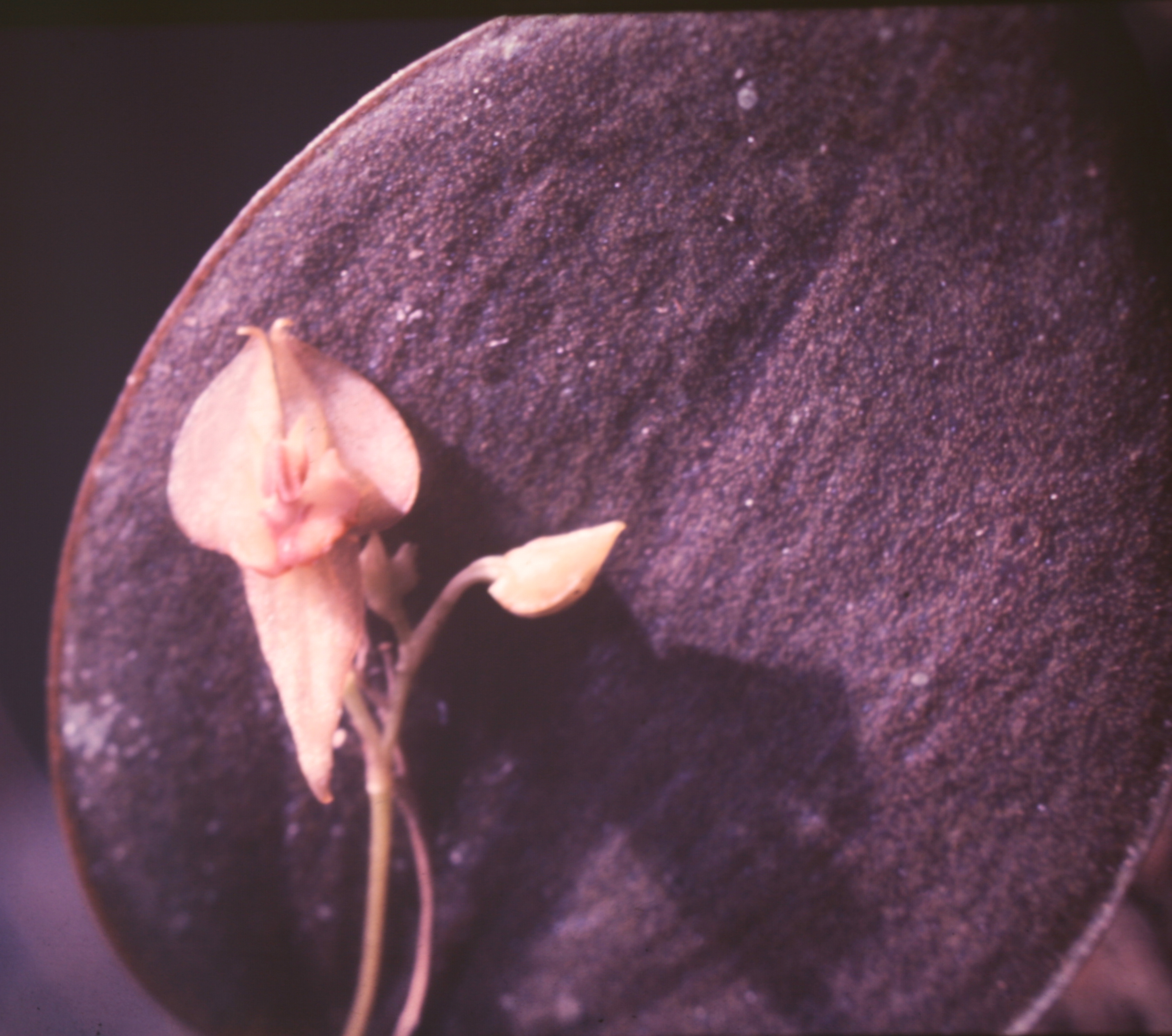
Flor

## Descripción
Es una orquídea de tamaño diminuto, que prefiere clima cálido, es epífita con tallo delgado, erguido y envuelto basalmente por 6 a 9 vainas, con una sola hoja apical, erecta, coriácea, elíptico-aovada, obtusa, anchamente cuneada a redondeada por debajo y en la base peciolada. Florece en una inflorescencia en forma de racimo de 7 a 12 mm de largo, con muchas flores. La floración se produce en casi en cualquier época del año.

## Distribución y hábitat
Se encuentran en la Guayana Francesa, Surinam, Venezuela, Ecuador, Perú, Bolivia y Brasil a altitudes de 60 a 950 metros.

## Taxonomía
Lepanthes helicocephala fue descrita por Heinrich Gustav Reichenbach y publicado en Xenia Orchidacea 1: 150. 1856.
Etimología
Ver: Lepanthes